# Meisterbauer
Meisterbauer war eine staatliche Auszeichnung der Deutschen Demokratischen Republik (DDR), welche in Form eines Ehrentitels mit Urkunde und einer tragbaren Medaille verliehen wurde.

## Beschreibung
Gestiftet wurde er 1951 und im selben Jahr anlässlich des III. Deutschen Bauerntages auch an 500 Bauern verliehen. Danach war die Verleihungshöchstzahl auf 100 jährlich begrenzt. Mit dem Ehrentitel Meisterbauer konnten alle werktätigen Bauern geehrt werden, wenn diese bei der Steigerung der landwirtschaftlichen Produktion bzw. an der Erfüllung oder gar Übererfüllung des Volkswirtschaftsplanes beteiligt gewesen waren. Am 28. April 1960 erlosch der Titel. An seine Stelle trat der Titel Meisterbauer der genossenschaftlichen Produktion.

## Medaille zum Ehrentitel

### Aussehen
Die aus eloxiertem Aluminium (messingfarben) gefertigte Medaille mit einem Durchmesser von 38 mm zeigt auf ihrem Avers mittig erhaben gestellten Mittelfeld mit einem Durchmesser von 27 mm einen Hammer und drei Ähren, von denen die mittlere den Hammer teils verdeckt. Das anschließende Mittelfeld der Medaille wird von einem geflochtenen Kranz aus Feldfrüchten und Ähren dominiert, an dessen unterem Ende die Umschrift: MEISTERBAUER zu lesen ist. Die Umschrift MEISTERBÄUERIN gab es entgegen dem Stiftungswortlaut des Ehrentitels nicht, bzw. er ist niemals zur Verleihung gelangt. Das Revers der Medaille zeigt mittig eine Friedenstaube und die darunter erhabene Prägung des Verleihungsjahres. Ab 1957 gab es dann gar keine Jahreszahl mehr.

### Trageweise
Getragen wurde die Medaille an der linken oberen Brustseite an einer 28 × 20 mm hellgrün stoffbezogenen Spange, in dessen zwei 3 mm breite schwarz-dunkelrot-goldene Streifen eingewebt waren, die 4 mm vom Saum entfernt waren. Ab 1956 änderte sich das Ordensband in Dunkelgrün und war jetzt 30 × 20 mm groß. Die eingewebten Streifen waren ab diesem Zeitpunkt schwarz-hellrot-golden und 4 mm breit, wobei der Abstand vom Saum mit 4 mm gleich blieb.